# 301 v.Chr.

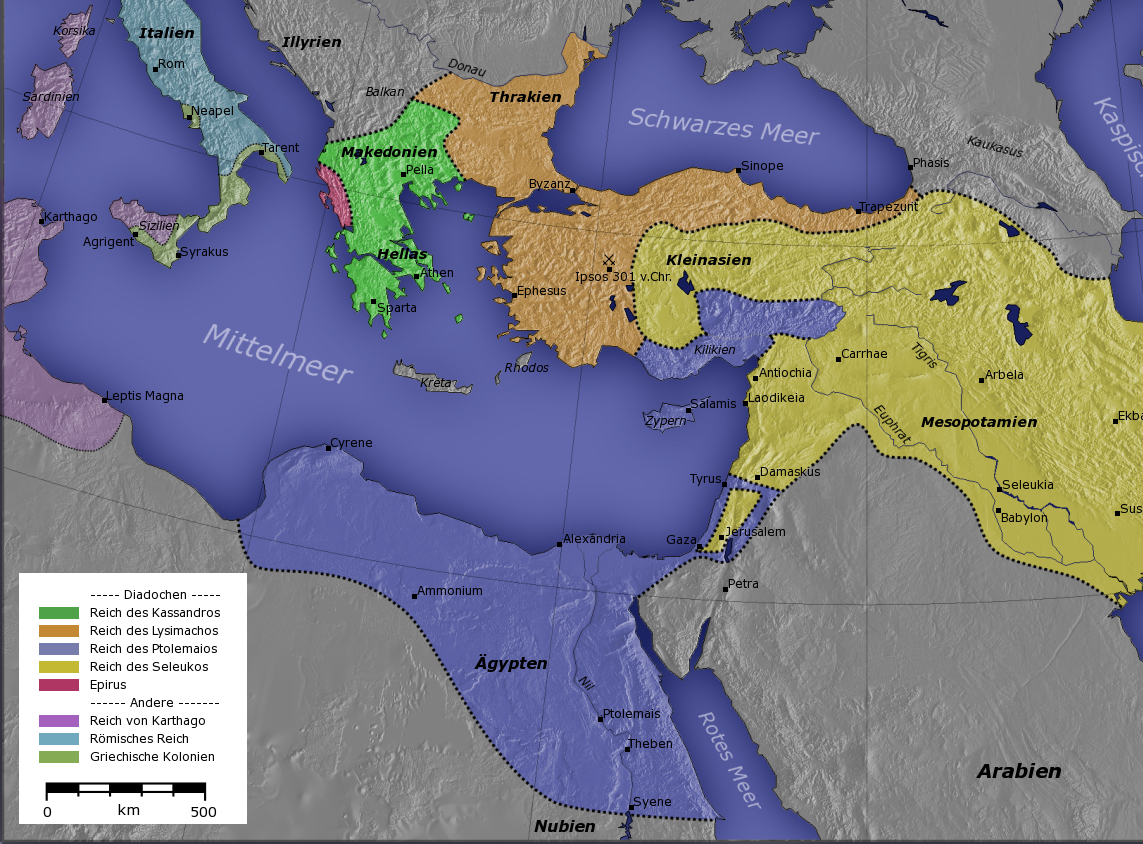
De diadochenrijken

Het jaar 301 v.Chr. is een jaartal in de 4e eeuw v.Chr. volgens de christelijke jaartelling.

## Gebeurtenissen

### Klein-Azië
- Slag bij Ipsus: Seleucus I en Lysimachos verslaan Antigonus I in Phrygië, hij sneuvelt tijdens de veldslag tegen het coalitieleger.
- Seleucus I Nicator voegt Syrië en de helft van Klein-Azië aan zijn rijk toe, Ptolemaeus I verovert Tyrus.
- De stad Antigoneia wordt door Lysimachus omgedoopt tot Nicaea ter ere van zijn vrouw Nikaia.

## Overleden
- Antigonus I Monophthalmus, koning en Macedonische veldheer